# Ischnus centralis
Ischnus centralis är en stekelart som först beskrevs av Cresson 1874.  Ischnus centralis ingår i släktet Ischnus och familjen brokparasitsteklar. Inga underarter finns listade i Catalogue of Life.